# 蔡煐引
蔡煐引（韓語：채영인，1981年11月23日—），韓國女演員、歌手、模特兒。2000年韓國超級模特出身，之後加入韓國五人美女組合「Redsox」，2005年發生車禍受到重傷而退出組合。2012年11月24日，與皮膚科醫生金某結婚，后离婚。现任丈夫是其小9岁的圈外人。

## 演出作品

### 電視劇
- 2002年：MBC《愛情或麵包》
- 2002年：KBS《何時都忐忑不安》
- 2003年：MBC《茶母》
- 2004年：MBC《Nonstop 5》
- 2008年：SBS《幸福百分百》飾演 金智淑
- 2008年：SBS《泰勒瓦》飾演 餐廳的酒務總管趙經理
- 2008年：SBS《妻子的誘惑》飾演 閔筱希
- 2010年：SBS《請摘星星給我》飾演 鄭在瑩
- 2011年：SBS《要帥氣的生活》飾演 崔筱螢
- 2012年：KBS《自體發光的她》飾演 徐延熙

### 電影
- 2012年：《嫌疑犯X》

## 獲獎
- 2008年：SBS演技大賞－新星賞《妻子的誘惑》

## 外部連結
- NAVER搜索